# 余紀忠
余紀忠（1910年4月16日—2002年4月9日），籍貫江蘇武進，臺灣《中國時報》創辦人，曾任中國國民黨中央常務委員會常務委員、中央評議委員會主席團主席。

## 生平
民國十七年（1928）考入國立中央大學歷史學系，開始接觸三民主義，深受孫中山的理論與思想影響，民國二十一（1932）年淞滬事變爆發，隨軍赴吳淞抗日。民國二十三年（1934），赴英國倫敦政經學院就讀，後國民政府宣布對日抗戰，立即返國投身軍旅。曾先後參與黨、政、軍、報業等職。1949年抵臺，致力報業和出版業，民國三十九年（1950）十月二日創辦《徵信新聞報》，即後來的《中國時報》。
2001年10月2日，余紀忠因健康問題宣布退休並安排幼子余建新繼任中國時報集團董事長，同時指定黃肇松、王篤學、胡鴻仁、林聖芬、鄭家鐘等五人輔佐余建新經營企業。
2002年4月9日因肝癌於家中病逝，同月17日舉辦告別式，由佛光山開山宗長釋星雲主法，出席者包含各界人士及中時報系員工逾千人，正副總統陳水扁、呂秀蓮分別致送「民主蜚聲」、「正義流徽」輓額，由中國國民黨副主席吳伯雄、蔣仲苓、林澄枝與秘書長林豐正為靈柩覆蓋黨旗；行政院院長游錫堃、立法院院長王金平、司法院院長翁岳生、總統府秘書長陳師孟覆蓋國旗，禮畢遺體送至臺北市第二殯儀館火化，骨灰隨即奉厝於基隆極樂寺。28日，中時報系假國立國父紀念館大會堂舉行「余紀忠追思紀念音樂會」由雲門舞集編舞家林懷民主持，出席者達兩千人。6月15日，余紀忠骨灰移靈奉安至江蘇省常州市鳳凰山公墓朝陽墓區余氏佳園墓地，魂歸故里。

## 家庭
余紀忠的妻子蔡玉輝是前監察院審計長蔡屏藩之女，兩人於1941年結婚，育有二男二女。

## 評價
- 龍應台：「我看见一个文风郁郁的江南所培养出来的才子，我看见一个只有大动荡大乱世纔孕育得出来的打不倒的斗士，我看见一个中国知识分子的当代典型——他的背脊直，他的眼光远，他的胸襟大，他的感情深重而执著，因爲他相信，真的相信：士，不可以不弘毅。我看见一个高大光明的人格。」[5]